# Gonomyia (Leiponeura) hodgkini
Gonomyia (Leiponeura) hodgkini is een tweevleugelige uit de familie steltmuggen (Limoniidae). De soort komt voor in het Australaziatisch gebied.